# طالين
طالين هي قرية في مقاطعة أرومية، إيران. يقدر عدد سكانها بـ 228 نسمة بحسب إحصاء 2016.